# Ann Doran
Ann Doran (Amarillo (Texas), 28 juli 1911 - Carmichael (Californië), 19 september 2000) was een Amerikaanse actrice.

## Levensloop en carrière
Doran speelde haar eerste rol op 11-jarige leeftijd in de film Robin Hood, met in de hoofdrol Douglas Fairbanks. Meestal speelde ze bijrollen. Haar bekendste hoofdrol was die als moeder van Jim Stark (gespeeld door James Dean) in Rebel Without a Cause uit 1955. Haar laatste film was Wildcats uit 1986. Haar laatste televisierol was een gastrol in Hunter in 1988.
Doran overleed in 2000 op 89-jarige leeftijd.

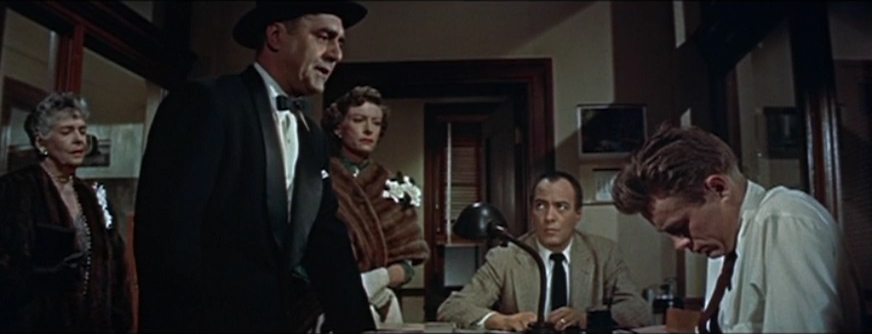
Virginia Brissac, Jim Backus, Doran, Edward Platt, en James Dean in Rebel Without a Cause (1955)

- Bibliothèque nationale de France: cb146770764 (data)
- Gemeinsame Normdatei: 1062011597
- International Standard Name Identifier: 0000 0001 0960 1046
- Library of Congress Control Number: no90010571
- Nationale Bibliotheek van Israël: 987007432052105171
- Virtual International Authority File: 24157985
- WorldCat: E39PBJcGkRB3FFYXG3VCgKmcfq